# Вандея
Вандея (фр. Vendée) — департамент на заході Франції, один з департаментів регіону Пеї-де-ла-Луар.
Порядковий номер 85. Адміністративний центр — Ла-Рош-сюр-Йон. Населення 539,7 тис. чоловік (45-е місце серед департаментів, дані 1999 р.).

## Географія
Площа території 6 720 км².
Через департамент протікають річки Севр Нантез, Севр Ньортез, Лє і Вандея.
Департамент включає 3 округи, 31 кантон і 282 комуни.

## Історія
Вандея — один з перших 83 департаментів, утворених під час Великої французької революції в березні 1790 р. Виник на території колишньої провінції Пуату. Назва походить від річки Вандея. У 1793 р. тут виникло могутнє вогнище контрреволюції під керівництвом Жака Кателіно. У історії події того часу відомі як вандейська війна.